# وادي الفطيحة
وادي الفطيحة أحد أودية منطقة جازان جنوب المملكة العربية السعودية، يقع الوادي في محافظة بيش، وبالتحديد شمال شرق محافظة بيش، حيث يبعد عنها حوالي 38 كيلو مترًا، ويبعد حوالي 107 كيلومترات من مدينة أبها، وعن محافظة الدرب مسافة 44 كم، كما يمر بجانبها وادي بيش، ويبعد عنها سد وادي بيش 17 كم.
ويمتاز الوادي بجريان المياه طوال العام، حيث يغذيه فائض سد وادي بيش، ما يمنحه الخضرة الدائمة، والمساحة الكبيرة في رقعة المراعي الطبيعية التي تستهوي الكثير من الزوار، ويمتاز الوادي بجريان الماء معظم أوقات السنة ومصدره الفائض من سد وادي بيش الذي أكسبه الحلة الخضراء في جميع أنحاء الوادي. يعتبر وادي الفطيحة متنزه سياحي يتبع محافظة بيش ويقع شمال شرق المحافظة، ويبعد عنها حوالي 40 كيلومتراً، حيث جعل سد وادي بيش متنزه الفطيحة أشهر المناطق السياحية في جازان لجريان المياه فيه.